# Where Quantity is Job
Where Quantity is Job #1 to kompilacja wcześniejszych utworów Propagandhi.

## Lista utworów
1. „Mutual Friend” – 0:45
2. „Instrumental” – 0:29 (utwór znany też pod nazwą „... Little Ditty”)
3. „And We Thought Nation States Were a Bad Idea” – 2:27
4. „Utter Crap Song” – 1:27
5. „Oka Everywhere” – 2:19
6. „Noam Chomsky” – 0:32 (utwór znany też pod nazwą „Chomsky Being Smart”)
7. „Hallie Does Hebron” – 3:31
8. „Homophobes Are Just Mad Cuz They Can't Get Laid” – 1:41
9. „True (Concrete Blonde)” – 1:40
10. „Todd's Incredibly Professional Station ID for 4ZZZ Brisbane” – 0:17
11. „Contest Song” – 2:14
12. „Firestorm, My Ass” – 1:02
13. „Refusing to Be a Man (Different Studio Version)” – 3:14
14. „Resisting Tyrannical Government (Different Studio Version)” – 2:25
15. „Laplante Song (Live)” – 1:48
16. „Leg-Hold Trap (Live)” – 4:37
17. „Laplante/Smith Song (Live)” – 3:00
18. „White Proud and Stupid” – 3:19
19. „Fine Day” – 2:53
20. „Stand Up and Be Counted (Venom)” – 4:36
21. „Pigs Will Pay (Live)” – 2:13
22. „Government Cartoons (Live)” – 3:32
23. „Anti-Manifesto (Live)” – 4:00
24. „Less Talk, More Rock (Live)” – 1:36
25. „Gamble (Live – The Lowest of the Low)” – 4:20
26. „Ska Sucks (Live)” – 1:48
27. „Bent (Sudden Impact)” – 2:12
28. „Degrassi Junior High Drop-Outs” – 1:36
29. „Hidden Curriculum” – 1:04
30. „The Van Lament” – 3:49